# Clay M. Greene
Clay Meredith Greene (* 12. März 1850 in San Francisco; † 5. September 1933 in San Francisco) war ein US-amerikanischer Schriftsteller.
Greene betätigte sich bereits in seiner Jugend als Schauspieler und gelegentlich Autor von kleinen Stücken und Burlesken. 1867 ging er an das Santa Clara College, wo er Jura oder Medizin studieren sollte, sich jedoch weiterhin mehr für das Theater interessierte. Ab 1870 arbeitete er in San Francisco als Journalist für The Golden Era und für The Argonaut. 1878 ging er nach New York, wo er vor allem als Theaterautor Erfolg hatte. Siebzehn seiner dreiunddreißig Theaterstücke wurden allein am Broadway aufgeführt.
Bekannt wurden Stücke wie M'liss, Struck Oil, Blue Beard, Little Trooper und The Golden Giant. In den 1910er Jahren entstanden zahlreiche Stummfilme nach seinen Drehbüchern. Daneben verfasste Greene Libretti für Opern (darunter Bluebeard, Jr. 1889; The Maid of Plymouth, Musik von Thomas Pearsall Thorne, 1893; In Gay Paree, 1899) und veröffentlichte Gedichte (Verses of love, sentiment and friendship).